# Strafrechtlicher Bestimmtheitsgrundsatz (Deutschland)

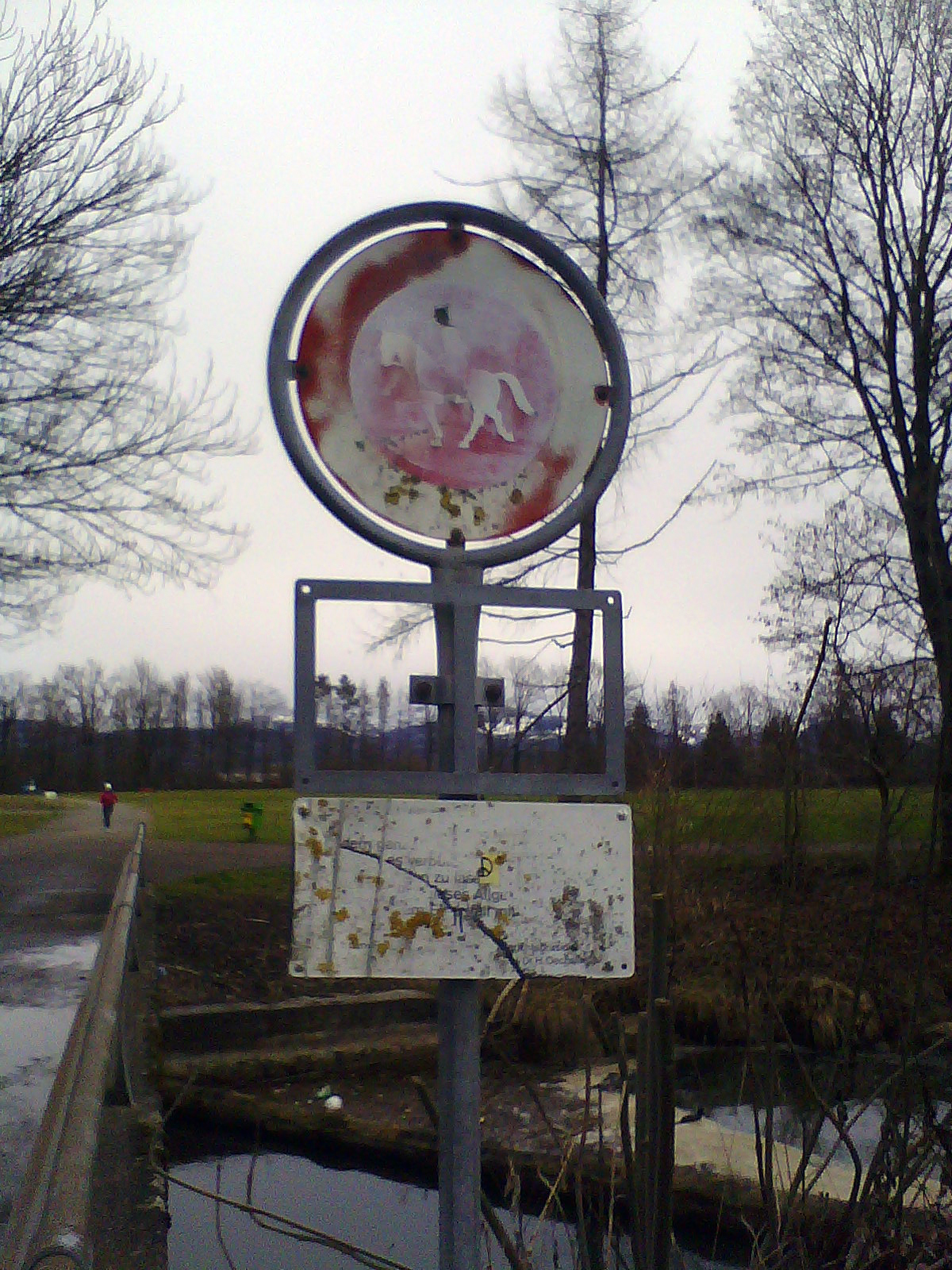
Das Bestimmtheitsgebot verletzende Signalisierung von Verbotsverfügungen

Das grundgesetzliche Bestimmtheitsgebot verpflichtet die Bundesrepublik Deutschland zur hinreichend genauen Formulierung jeglicher Eingriffe in Grundrechte.

## Bestimmtheit im Strafrecht
Dazu zählen besonders die Strafgesetze. Für den Bereich des Strafrechts ist das Bestimmtheitsgebot in Art. 103 Abs. 2 GG (nulla poena sine lege certa) sowie dem gleichlautenden § 1 StGB festgeschrieben. Strafrechtliche Normen müssen nach dem Bestimmtheitsgebot so konkret sein, dass Tragweite und Anwendungsbereich des Tatbestandes zu erkennen sind und sich durch Auslegung ermitteln lassen.
Ziel des Bestimmtheitsgebotes im Strafrecht ist es, dem Bürger Rechtssicherheit bezüglich der Strafbarkeit von Handlungen und der auf sie angedrohten Strafen zu bieten.
Bei Verstößen des Gesetzgebers gegen dieses Gebot kann niemand aufgrund der unbestimmten Norm verurteilt werden (siehe auch Gesetzeslücke). Ein Beispiel hierfür ist die Aufhebung des ehemaligen § 43a StGB (Vermögensstrafe) durch das Bundesverfassungsgericht am 20. März 2002.

## Bestimmtheit im Ordnungswidrigkeitenrecht
Artikel 103 Abs. 2 GG verpflichtet den Gesetzgeber, die Voraussetzungen der Strafbarkeit so konkret zu umschreiben, dass Tragweite und Anwendungsbereich der Strafnorm zu erkennen sind und sich durch Auslegung ermitteln lassen.
Diese Verpflichtung gilt auch für Bußgeldtatbestände. Sie dient einem doppelten Zweck. Zum einen soll der Normadressat vorhersehen können, welches Verhalten verboten und mit Strafe oder Geldbuße bedroht ist. Zum anderen soll sichergestellt werden, dass der Gesetzgeber selbst über die Strafbarkeit oder Ahndbarkeit eines Verhaltens entscheidet.
Es gibt eine Fülle gesetzlicher Regelungen, die mittels eines Blanketttatbestands einem Mitglied der Exekutive erlauben, durch untergesetzliche Norm (Satzung oder Verordnung) Recht zu setzen und diese Vorschrift mit einer Bußgeldbewehrung zu versehen.
Aus Art. 103 Abs. 2 GG folgt, dass der Tatbestand, der mit der Bußgeldbewehrung versehen werden soll, in der Rechtsnorm hinreichend genau bestimmt werden muss. Dies ist nur dann der Fall, wenn bereits aus der Ermächtigung für die Verhängung eines Bußgeldes die Grenzen der Strafbarkeit sowie Art und Höhe der Sanktion für den Bürger voraussehbar sind. Andernfalls ist die Bußgeldvorschrift unwirksam. Hieraus folgt, dass nicht pauschal jeder Verstoß gegen eine Regelung als Ordnungswidrigkeit behandelt werden kann. Vielmehr muss in differenzierter Weise auf die jeweilige Regelung Bezug genommen werden.
Im Gesetz heißt es beispielsweise:

„Ordnungswidrig handelt, wer […] einer auf Grund dieses Gesetzes erlassenen Verordnung zuwiderhandelt, soweit sie für bestimmte Tatbestände auf diese Bußgeldvorschrift verweist.“

Eine aufgrund dieses Gesetzes erlassene Rechtsnorm muss die als Ordnungswidrigkeit geltenden Tatbestände hinreichend genau bestimmen, also beispielsweise:

„Ordnungswidrig handelt, wer […] entgegen § 3 dieser Verordnung
1. es als Grundstückseigentümer, Erbbauberechtigter, Wohnungseigentümer, Wohnungserbbauberechtigter, Nießbraucher oder sonstiger zur Nutzung eines Grundstücks dinglich Berechtigter unterlässt, sein Grundstück an die öffentliche Einrichtung Abfallentsorgung anzuschließen,
2. es als Grundstückseigentümer, Erbbauberechtigter, Wohnungseigentümer, Wohnungserbbauberechtigter, Nießbraucher oder sonstiger zur Nutzung eines Grundstücks dinglich Berechtigter unterlässt, die öffentliche Einrichtung Abfallentsorgung zu benutzen und die auf ihren Grundstücken anfallenden Abfälle dem Landkreis zu überlassen,
3. […]“

Nicht hinreichend bestimmt ist dagegen regelmäßig eine Formulierung wie etwa „Ordnungswidrig handelt, wer den in § 3 genannten Verboten zuwiderhandelt.“ Eine solche Formulierung verweist in der Regel bestenfalls auf bestimmbare, nicht auf bestimmte Tatbestände. Das derart sanktionierte Verhalten ist nicht ausreichend vorhersehbar. Das aber genügt nicht den Anforderungen des Art. 103 GG.
Ebenfalls nicht hinreichend bestimmt ist eine Formulierung, die keinerlei Obergrenze für die Bußgeldbewehrung enthält.
Genauso hinfällig ist eine Bestimmung, die auf ein außer Kraft getretenes Gesetz verweist. In solchen Fällen ist es Aufgabe des Satzungs- oder Verordnungsgebers, für entsprechende Klarheit zu sorgen.